# Hurmi
Hurmi – wieś w Estonii, w prowincji Põlva, w gminie Kanepi.